# Revista Colombiana de Química
La Revista Colombiana de Química es una revista científica de acceso libre, revisada por pares, especializada en química y publicada por la Universidad Nacional de Colombia. La revista publica trabajos de investigación en química pura y aplicada.

## Objetivo y ámbito
La Revista Colombiana de Química publica contribuciones provenientes de la investigación en las diversas áreas de la química. Esto incluye trabajos en química orgánica, inorgánica, analítica, bioquímica y fisicoquímica. El contenido de los artículos debe ser original, inédito y no debe haber sido enviado, total o parcialmente, para publicación a otra revista. Su publicación en otro medio requiere permiso del editor.

## Resúmenes e índices
La Revista Colombiana de Química se encuentra indexada en Chemical Abstracts, Scopus, SciELO, Latindex y Publindex (category A2). 